# Montijo (Portugal)
Pour les articles homonymes, voir Montijo.
Montijo est une municipalité (en portugais : concelho ou município) du Portugal, située dans le district de Setúbal et la région de Lisbonne, avec 41411 habitants en 2021. Jusqu’en 1930, et en dépit de son statut de village, elle était appelée Aldeia Galega do Ribatejo ou simplement Aldeia Galega ou Aldegalega, et elle portait alors son nom actuel, qui correspond le mieux à ses traditions historiques.

## Géographie
Montijo, qui est l'une d'un rares municipalités portugaises séparée en deux fractions sans continuité territoriale, est limitrophe :
- pour sa partie occidentale, comprenant la cité proprement dite :
  - au nord et à l'est, d'Alcochete,
  - au sud-est, de Palmela,
  - au sud-ouest, de Moita,
  - au nord-ouest, de Lisbonne et de Loures, dont elle est séparée par l'estuaire du Tage, que franchit, depuis 1998, le pont Vasco da Gama ;
- pour sa partie orientale, située à une vingtaine de kilomètres à l'est :
  - au nord-est, de Coruche,
  - à l'est, de Montemor-o-Novo,
  - au sud-est, de Vendas Novas,
  - au sud-ouest, de Palmela,
  - au nord-ouest, de Benavente.

## Histoire
C'est en 1930 que le village Aldeia Galega do Ribatejo a opté pour le nom de Montijo.
Le statut de cité – en portugais : cidade – lui a été reconnu en août 1985. L’aéroport Luís de Camões, destiné à remplacer l’actuel aéroport Humberto Delgado de Lisbonne, se situera sur la partie occidentale de la ville au bord du Tage.

## Démographie
| 1801  | 1849  | 1900   | 1930   | 1960   | 1981   | 1991   | 2001   | 2004   |
| ----- | ----- | ------ | ------ | ------ | ------ | ------ | ------ | ------ |
| 2 676 | 5 869 | 10 504 | 14 832 | 30 217 | 36 849 | 36 038 | 39 168 | 40 466 |

| 2011   | - | - | - | - | - | - | - | - |
| ------ | - | - | - | - | - | - | - | - |
| 57 543 | - | - | - | - | - | - | - | - |

## Subdivisions
La municipalité de Montijo groupe 8 paroisses (en portugais : freguesias) :
- Afonsoeiro
- Alto Estanqueiro - Jardia
- Atalaia
- Canha
- Montijo
- Pegões
- Santo Isidro de Pegões
- Sarilhos Grandes

## Personnalités liées à la commune
- Paulo Futre, ancien footballeur, international portugais et champion d'Europe en 1987 avec le FC Porto.
- Ricardo Pereira, footballeur portugais, est né dans cette ville.
- Dulce Pontes, célèbre chanteuse de fado.
- Fernanda Seno, poétesse, écrivain, journaliste et professeur portugaise.
- José Neto ancien footballeur du Benfica Lisbonne.
- Cédric Soares footballeur international portugais a grandi et vécu dans cette ville.
- [Ricardo Sa Pinto] ancien joueur et entraîneur portugais.

Sidonio Pereira, guitariste de Fado a été une personnalité importante dans le milieu musical Portugais.